# من هنا لبكرة (ألبوم)
من هنا لبكرة هو ثاني ألبومات المطربة المغربية أسماء لمنور تم انتاجه وتوزيعه عام 2008 من قبل شركة روتانا.

## الأغاني
1. ها اسئل واسيبك لضميرك
2. حبيبي أنا وهران
3. على رايك
4. بس لما اشوفك
5. قلبي ما كدبش
6. أنت مش أنت
7. من هنا لبكرة
8. في كلام بينك و بينه
9. ما قدرتش